# Kagemasa Kōzuki
Kagemasa Kōzuki (上月 景正 Kōzuki Kagemasa?, 12 November 1940) es un industrial japonés que es el fundador y presidente de Konami, una compañía de entretenimiento japonesa. Es conocido también como Kaz Kozuki.

## Carrera
Kagemasa Kōzuki fundó Konami Industry Co., Ltd. en 1969. La empresa comenzó a fabricar máquinas recreativas para salas de juego en 1973.